# استان ماریسکال رامون کاستیا
استان ماریسکال رامون کاستیا (به اسپانیایی: Provincia de Mariscal Ramón Castilla) یک استان در پرو است که در منطقه لورتو واقع شده‌است. استان ماریسکال رامون کاستیا ۳۷٬۴۱۲٫۹۴ کیلومتر مربع مساحت و ۵۵٬۲۹۴ نفر جمعیت دارد و ۸۴ متر بالاتر از سطح دریا واقع شده‌است.